# Batalla de Cumas (215 a. C.)
La batalla de Cumas fue un enfrentamiento militar que se libró en el año 215 a. C. durante la segunda guerra púnica entre el ejército cartaginés de Aníbal y el ejército romano comandado por Tiberio Sempronio Graco. La victoria fue para el lado romano.

## Introducción
Tras la batalla de Cannas sucedida en las llanuras de Apulia en agosto de 216 a. C., Aníbal consiguió la adhesión de numerosas poblaciones del sur de Italia. Entre estas se contaban varias de la región de Campania, entre las que sobresalía Capua. Después de la debacle inicial, en apenas seis meses Roma logró poner en pie de guerra en el sur de la península, para la campaña del año 215 a. C., cuatro ejércitos para enfrentarse a las fuerzas cartaginesas en el área y combatir la rebelión de sus antiguos aliados. 

## Acontecimientos previos
Tras la pérdida de Casilino poco antes de la toma de posesión de los nuevos cónsules y la rotación de tropas llevada a cabo para traer el ejército que había en Sicilia y trasladar allí desterrado al integrado por los supervivientes de Cannas, dio inicio una nueva campaña. Tiberio Sempronio Graco, maestro de caballería durante la Dictadura de Marco Junio Pera, resultó elegido cónsul plebeyo. Se hizo cargo de un ejército consular integrado por 8000 esclavos reclutados de urgencia más los correspondientes contingentes de aliados. Después de haber invernado en la cercana localidad costera de Sinuessa, el ejército de Graco fue el primero en moverse cruzando el río Volturno, tras lo que acampó en la localidad de Liternum. Estando allí fue alertado por los habitantes de Cumas que, en el festival memorial que todos los años celebraban todos los pueblos campanos en la cercana población de Hamae, los capuanos pensaban tenderles una trampa a los cumanos. Entonces Graco, el día antes del festival, realizó un ataque nocturno contra el campamento capuano, dando muerte a 2000 hombres (incluido Mario Alfio, el Medix Tuticus o primer magistrado de Capua) con apenas 100 bajas propias. Aníbal, enterado de lo sucedido mientras estaba en su campamento del Monte Tifata, puso en marcha a sus hombres tratando de soprender a Graco, al cual suponía que estaría saqueando el campamento enemigo. Pero este, previendo los movimientos de los púnicos, se refugió en la localidad próxima de Cumas.

## Combate
Aníbal acudió a la región de Hamae, pero al descubrir que los romanos la habían abandonado para guarecerse en Cumas, retornó a su campamento para traer el tren de asedio. 
Apenas hubo regresado, acampó a unos kilómetros de Cumas y comenzó la construcción de una torre de asalto, que fue contrarrestada con el recrecimiento por parte romana de otra torre sobre las murallas. Acercada y adosada la torre púnica al muro, resultó incendiada por los defensores, y cuando sus ocupantes tuvieron que abandonarla, Graco ordenó una salida en tromba de sus hombres por dos puertas de la ciudad que puso en fuga a los atacantes, causándoles bajas significativas de unos 1359 hombres.

## Acontecimientos posteriores
Tras la sorpresa de la destrucción de la torre de asedio, al día siguiente Aníbal sacó sus tropas en formación de batalla al terreno situado entre su campamento y la ciudad, esperando que sus enemigos respondiesen al envite crecidos por su éxito, pero el cónsul romano no lo aceptó. Ante estos hechos Aníbal levantó el asedio y retornó a su campamento del Monte Tifata junto a Capua.